# Siedegebäck
Siedegebäck, auch Fettgebäck, sind feine Backwaren, die in heißem Fett schwimmend ausgebacken werden.

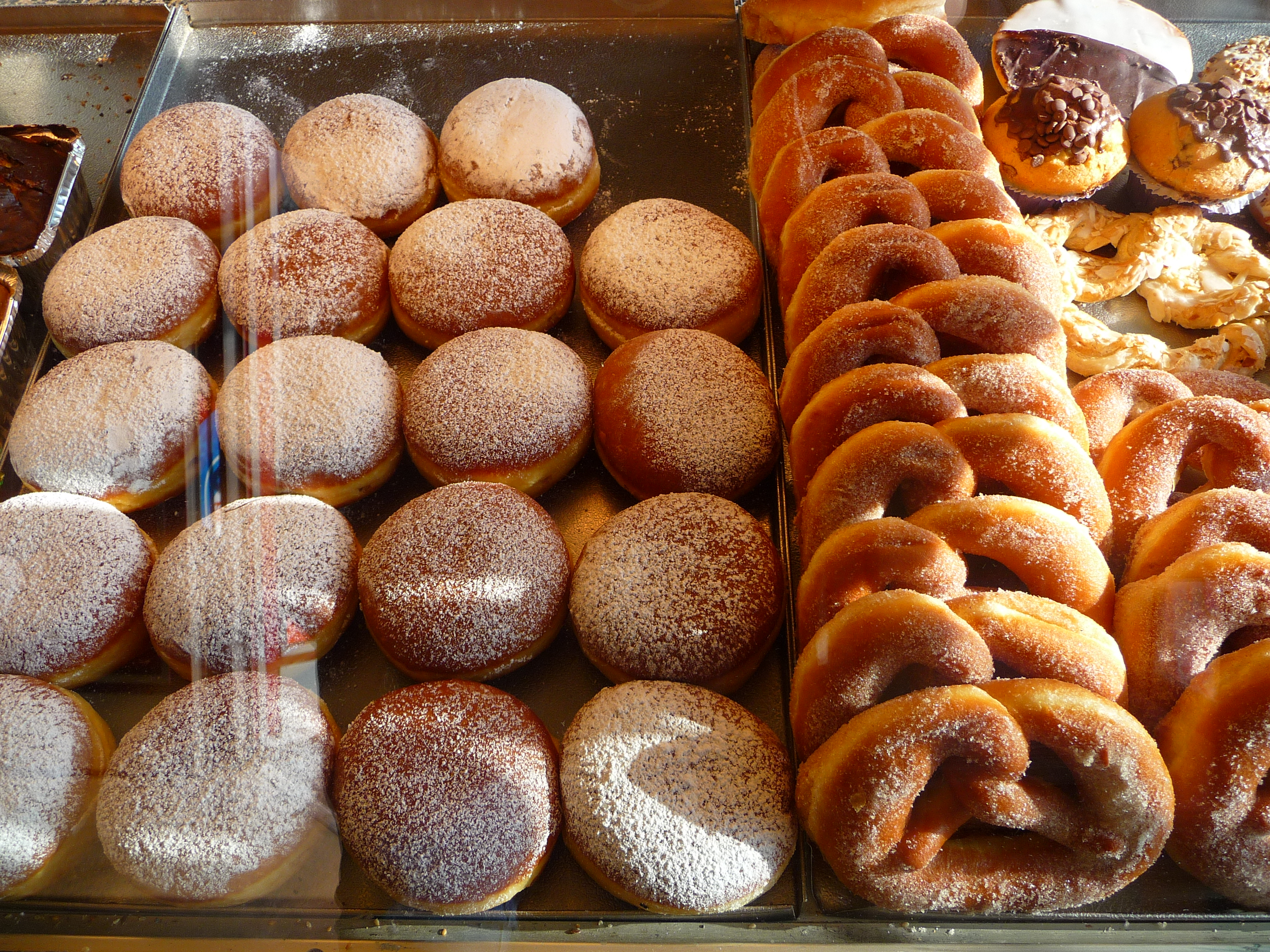
Mit Konfitüre gefüllte Berliner Pfannkuchen, daneben Faschingsbrezeln

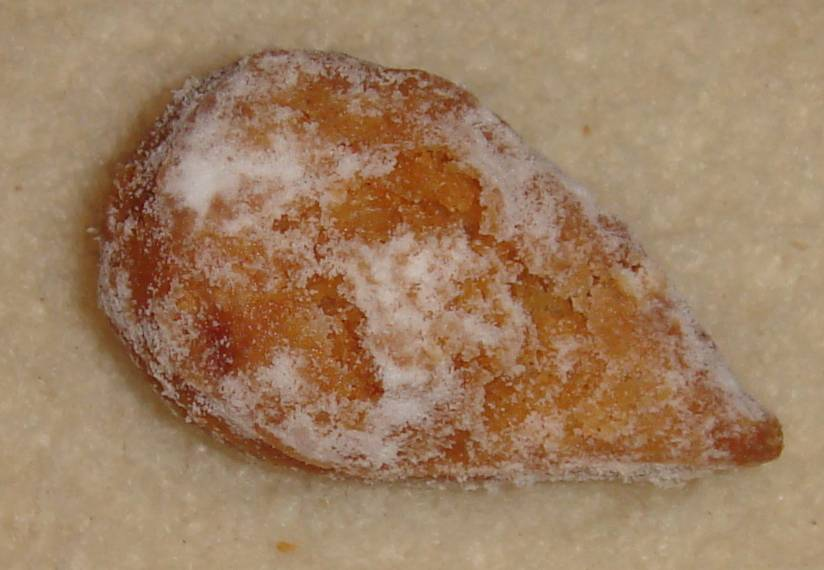
Eine Mutzenmandel

Früher wurden selten Pflanzenöle, sondern Schmalz zum Sieden verwendet, daher ist in den älteren Generationen die Bezeichnung Schmalzgebäck noch gebräuchlich. Die Gebäcke bestehen aus Hefeteigen, Brandmassen, Mürbeteigen und sind in vielen Variationen auch international weit verbreitet.
Zum Ausbacken werden geschmacksneutrale Öle sowie Kokosfett und Erdnussfett verwendet. In Butterschmalz wird eher seltener gebacken.
Füllungen mit Marmeladen, Konfitüren, Pflaumenmus, Schlagsahne oder Cremes, aber auch ungefüllte Gebäcke sind üblich. Nach dem Backen werden Fettgebäcke gezuckert, aprikotiert und glasiert oder mit schokoladenhaltigen Massen überzogen.
| Zutat         | Gebäck                                                                              |
| ------------- | ----------------------------------------------------------------------------------- |
| Hefeteig      | Berliner Pfannkuchen, Krapfen, Donuts, Prilleken, Lángos, Knieküchle, Schmalzkuchen |
| Brandmasse    | Spritzkuchen, Rheinische Krapfen                                                    |
| Rührmasse     | Donuts                                                                              |
| Kartoffelteig | Quarkkäulchen                                                                       |
| Quarkteig     | Quarkbällchen, Zigerkrapfen                                                         |
| Mürbeteig     | Mutzenmandeln, Fasnachtskiechli, Polsterzipf, Schneeballen                          |